# Malaja Kon'kovaja
La Malaja Kon'kovaja (in russo Малая Коньковая?, piccola Kon'kovaja) è un fiume russo della Siberia Orientale, ramo sorgentizio di sinistra della Kon'kovaja (tributario del mare della Siberia orientale). Scorre nel Nižnekolymskij ulus della Repubblica Autonoma della Sacha-Jacuzia, 
Il fiume ha origine da una serie di piccoli laghi; unendosi alla Bol'šaja Kon'kovaja dà origine al fiume Kon'kovaja. La sua lunghezza è di 226 km, l'area del bacino è di 2 180 km².